# Serge Das
Serge Das (* 10. März 1979) ist ein belgischer Poolbillardspieler.

## Karriere

### Einzel
Nachdem Serge Das 2000 durch einen 6:3-Sieg im Finale gegen Johan D’Hondt belgischer U21-Meister im Snooker geworden war, gelang ihm im Oktober 2002 erstmals der Einzug in die Finalrunde der Amateur-Weltmeisterschaft im Snooker, bei der er in der Runde der letzten 32 dem Neuseeländer Chris McBreen mit 4:5 unterlag. Bei der Snooker-Europameisterschaft 2004 gelangte er ebenfalls in die Runde der letzten 32.
Im März 2007 zog Das erstmals in die Finalrunde einer Poolbillard-Weltmeisterschaft ein; bei der 8-Ball-WM erreichte er das Sechzehntelfinale, das er mit 8:10 gegen den Japaner Hisashi Kusano verlor. Im November 2007 schied er bei der 9-Ball-WM in der Vorrunde aus. Im August 2008 schaffte er es beim 14/1-endlos-Wettbewerb der Europameisterschaft zum ersten Mal in die Finalrunde, bei der er in der Runde der letzten 32 gegen Bruno Muratore verlor. Im Dezember 2008 erreichte er bei den Costa del Sol Open erstmals das Achtelfinale eines Euro-Tour-Turniers, in dem er dem Engländer Daryl Peach mit 7:9 unterlag.
Bei der EM 2009 erreichte Serge Das im 14/1 endlos und im 8-Ball die Runde der letzten 32. Bei der 10-Ball-WM 2009 schied er in der Vorrunde aus. Im Oktober 2010 gewann er die Longoni Benelux Open.
Im März 2011 kam Serge Das bei der Europameisterschaft erstmals über das Sechzehntelfinale hinaus. Nachdem er im 14/1 endlos das Achtelfinale erreicht hatte, zog er im 9-Ball ins Viertelfinale ein, in dem er dem Österreicher Mario He mit 4:9 unterlag. Im Juli 2011 erreichte er bei der 9-Ball-Weltmeisterschaft die Runde der letzten 64 und schied dort mit 5:11 gegen Ralf Souquet aus. Wenige Tage später gewann er erstmals eine Euro-Tour-Medaille; bei den Austria Open gelang ihm nach Siegen gegen Raj Hundal, Konstantin Stepanow und Mateusz Śniegocki der Einzug ins Finale, in dem er dem Engländer Richard Jones mit 5:9 unterlag. Beim darauf folgenden Euro-Tour-Turnier, den German Open 2011, zog er ebenfalls ins Finale ein, und verlor dort mit 5:8 gegen den Schweizer Dimitri Jungo.
Im Februar 2012 erreichte Serge das Sechzehntelfinale der 8-Ball-WM und unterlag dort dem Chinesen Li Hewen. Bei der 9-Ball-WM 2012 schied er in der Runde der letzten 64 aus. Bei den Italy Open 2013 sowie den North Cyprus Open 2014 erreichte er jeweils das Viertelfinale.
Im April 2015 gewann Das bei der Europameisterschaft erstmals eine Medaille. Im 8-Ball gelang ihm nach Siegen gegen Tomasz Kapłan und Alexander Kazakis, der wenige Tage zuvor 10-Ball-Europameister geworden war, der Einzug ins Halbfinale, in dem er dem Polen Karol Skowerski mit 4:8 unterlag.

### Mannschaft
Seit 2014 spielt Serge Das beim deutschen Bundesligisten BC Oberhausen.
Das vertrat Belgien bislang achtmal beim World Cup of Pool. 2007 erreichte er mit seinem Doppel-Partner Noel Bruynooghe das Viertelfinale, 2008 verloren sie im Achtelfinale. Anschließend folgte vier Mal das Vorrunden-Aus; 2009 mit Pascal Budo, 2010 mit Bruynooghe, 2012 mit Cliff Castelein, 2013 mit Moritz Lauwereyns sowie 2014 mit Olivier Mortier. 2015 schied er gemeinsam mit Olivier Mortier in der ersten Runde aus.
Das war außerdem Teil der belgischen Mannschaft, die bei der Team-WM 2010 mit zwei Niederlagen aus zwei Spielen ausschied.

## Erfolge
| Longoni Benelux Open: | 2010 |